# Ndaktup
Die Sprache Ndaktup (ISO 639-3: ncp) ist eine bantoide Sprache der Kameruner Region Nord-Ouest und wird von insgesamt 2.980 (2000) Personen im Department Donga-Mantung gesprochen.
Es hat zwei Dialekte, diese sind ncha und bitui (bitwi).
Die Mitglieder der Volksgruppe, die diese Sprache spricht, betrachten sich als Mfumte, mit deren Sprache das Ndaktup zur Gruppe der Nkambe-SPrachen innerhalb der Sprachgruppe Mbam-Nkam gehört.